# Costanti di struttura

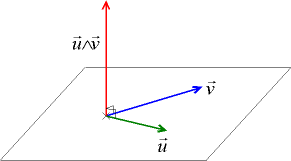
Se si usa il prodotto vettoriale come parentesi di Lie, l'algebra di Lie dei vettori reali 3-dimensionali è un'algebra di Lie isomorfa alle algebre di SU(2) e SO(3). Le costanti di struttura sono, dove è il simbolo di Levi-Civita.

In matematica, le costanti di struttura (o coefficienti di struttura) di un'algebra su campo sono usate per specificare esplicitamente il prodotto di due vettori di base nell'algebra come combinazione lineare. Date le costanti di struttura, il risultante prodotto è bilineare e può essere univocamente esteso a tutti i vettori nello spazio vettoriale, determinando così in modo univoco il prodotto per l'algebra.
Le costanti di struttura vengono usate ogni qualvolta bisogna dare una forma esplicita per l'algebra. Pertanto, sono spesso usate per studiare le algebre di Lie in fisica, dato che i vettori di base indicano direzioni specifiche nello spazio fisico, o corrispondono a determinate particelle. Si ricorda che le algebre di Lie sono algebre su campo. con il prodotto bilineare dato dalla parentesi di Lie o commutatore.

## Definizione
Dato un insieme di vettori di base {\displaystyle \{\mathbf {e} _{i}\}} per lo spazio vettoriale dell'algebra, le costanti di struttura {\displaystyle c_{ij}^{\;k}} esprimono la moltiplicazione {\displaystyle \cdot } di coppie di vettori come una combinazione lineare:
{\displaystyle \mathbf {e} _{i}\cdot \mathbf {e} _{j}=\sum _{k}c_{ij}^{\;\;k}\mathbf {e} _{k}}.
Di solito gli indici alti e bassi non vengono distinti, a meno che l'algebra non sia dotata di una qualche altra struttura che richieda ciò (ad esempio, una metrica pseudo-riemanniana, sull'algebra del gruppo ortogonale indefinito so(p,q)).  Ovvero, le costanti di struttura sono spesso scritte con gli indici o tutti alti, o tutti bassi. La distinzione tra alto e basso è quindi una convenzione, ricordando che gli indici bassi si comportano come le componenti di un vettore duale, cioè sono covarianti sotto un cambio di base, mentre gli indici alti sono controvarianti.
Le costanti di struttura dipendono ovviamente dalla base scelta. Per le algebre di Lie una convenzione usata di frequente per la base è in termini degli operatori scaletta definita dalla subalgebra di Cartan; questa viene presentata di seguito, dopo alcuni esempi preliminari.

## Nelle algebre di Lie
Per un'algebra di Lie, i vettori di base sono chiamati i generatori dell'algebra, e il loro prodotto è dato dalla parentesi di Lie. Ovvero, il prodotto dell'algebra {\displaystyle \cdot } è per definizione la parentesi di Lie: per due vettori {\displaystyle A} e {\displaystyle B} nell'algebra, il prodotto è  {\displaystyle A\cdot B\equiv [A,B].} In particolare, il prodotto {\displaystyle \cdot } non deve essere confuso con un prodotto di matrici, e perciò talvolta richiede un'altra notazione.
Non c'è un particolare bisogno di distinguere tra indici alti e bassi in questo caso; possono essere scritte o tutti su o tutti giù. In fisica, è comune usare la notazione {\displaystyle T_{i}} per i generatori, e {\displaystyle f_{ab}^{\;\;c}} o {\displaystyle f^{abc}} (ignorando la distinzione alto-basso) per le costanti di struttura. La parentesi di Lie tra coppie di generatori è una combinazione lineare dei generatori dell'insieme, cioè
{\displaystyle [T_{a},T_{b}]=\sum _{c}f_{ab}^{\;\;c}T_{c}}.
Per estensione lineare, le costanti di struttura determinano completamente le parentesi di Lie di tutti gli elementi dell'algebra di Lie.
Tutte le algebre di Lie soddisfano l'identità di Jacobi. Per i vettori di base, può essere scritta come
{\displaystyle [T_{a},[T_{b},T_{c}]]+[T_{b},[T_{c},T_{a}]]+[T_{c},[T_{a},T_{b}]]=0}
e questo porta direttamente alla corrispondente identità in termini delle costanti di struttura:
{\displaystyle f_{ad}^{\;\;e}f_{bc}^{\;\;d}+f_{bd}^{\;\;e}f_{ca}^{\;\;d}+f_{cd}^{\;\;e}f_{ab}^{\;\;d}=0.}
dove si fa uso (come nel resto della voce) della notazione di Einstein per gli indici ripetuti.
Le costanti di struttura giocano un ruolo nelle rappresentazioni dell'algebra di Lie e, infatti, danno esattamente gli elementi di matrice della rappresentazione aggiunta.  Anche la forma di Killing e l'invariante di Casimir hanno una forma particolarmente semplice quando sono scritti in termini delle costanti di struttura.
Le costanti di struttura spesso appaiono nell'approssimazione della formula di Baker-Campbell-Hausdorff per il prodotto di due elementi di un gruppo di Lie. Per elementi piccoli {\displaystyle X,Y} dell'algebra di Lie, la struttura del gruppo di Lie vicino all'elemento identico è data da
{\displaystyle \exp(X)\exp(Y)\approx \exp(X+Y+{\tfrac {1}{2}}[X,Y]).}
Appaiono anche in espressioni esplicite per i differenziali, come {\displaystyle e^{-X}de^{X}}.

## Esempi in alcune algebre di Lie

### 𝖘𝖚(2) e 𝖘𝖔(3)
L'algebra 𝖘𝖚(2) del gruppo unitario speciale SU(2) è tridimensionale, con i generatori dati dalle matrici di Pauli {\displaystyle \sigma _{i}}. I generatori del gruppo SU(2) soddisfano le relazioni di commutazione (dove {\displaystyle \epsilon ^{abc}} è il simbolo di Levi-Civita):
{\displaystyle [\sigma _{a},\sigma _{b}]=2i\epsilon ^{abc}\sigma _{c}}
dove
| {\displaystyle \sigma _{1}={\begin{pmatrix}0&1\\1&0\end{pmatrix}}} | {\displaystyle \sigma _{2}={\begin{pmatrix}0&-i\\i&0\end{pmatrix}}} | {\displaystyle \sigma _{3}={\begin{pmatrix}1&0\\0&-1\end{pmatrix}}} |
In questo caso, le costanti di struttura sono {\displaystyle f^{abc}=2i\epsilon ^{abc}}.  La costante 2i può essere assorbita nella definizione dei vettori di base, avendo così {\displaystyle t_{a}=-i\sigma _{a}/2}, e quindi scrivendo, in modo equivalente,
{\displaystyle [t_{a},t_{b}]=\epsilon ^{abc}t_{c}}
Fare ciò enfatizza il fatto che l'algebra di Lie 𝖘𝖚(2) di SU(2) sia isomorfa all'algebra di Lie 𝖘𝖔(3) di SO(3). Questo fatto porta le costanti di struttura ad essere analoghe a quelle del gruppo delle rotazioni SO(3). Il commutatore per gli operatori del momento angolare (generatori dell'algebra delle rotazioni) sono quindi comunemente scritti come
{\displaystyle [L_{i},L_{j}]=\epsilon ^{ijk}L_{k}}
dove
| {\displaystyle L_{x}=L_{1}={\begin{pmatrix}0&0&0\\0&0&-1\\0&1&0\end{pmatrix}}} | {\displaystyle L_{y}=L_{2}={\begin{pmatrix}0&0&1\\0&0&0\\-1&0&0\end{pmatrix}}} | {\displaystyle L_{z}=L_{3}={\begin{pmatrix}0&-1&0\\1&0&0\\0&0&0\end{pmatrix}}} |
sono scritti in modo tale da obbedire alla regola della mano destra per rotazioni nello spazio 3-dimensionale.
La differenza del fattore di 2i tra questi due insiemi di costanti di struttura può essere frustrante, siccome la questione ha delle sottigliezze. Pertanto, ad esempio, lo spazio vettoriale complesso bidimensionale può avere una struttura reale. Questo porta a due rappresentazioni fondamentali inequivalenti di 𝖘𝖚(2), che sono isomorfe, ma sono rappresentazioni complesse coniugate; entrambe, comunque, sono considerate rappresentazioni reali, precisamente perché agiscono su uno spazio con una struttura reale. Nel caso di tre dimensioni, c'è solo una rappresentazione tridimensionale, la rappresentazione aggiunta, che è reale; più precisamente, è uguale alla sua rappresentazione duale, mostrata sopra. Ciò significa che la trasposta è la matrice negativa: {\displaystyle L_{k}^{T}=-L_{k}.}
In ogni caso, i gruppi di Lie sono considerati essere reali, precisamente perché è possibile scrivere le costanti di struttura cosicché sono puramente reali.

### 𝖘𝖚(3)
Un esempio meno banale è dato da SU(3):
I suoi generatori T, nella rappresentazione che definisce il gruppo, sono:
{\displaystyle T^{a}={\frac {\lambda ^{a}}{2}}.\,}
dove {\displaystyle \lambda \,}, le matrici di Gell-Mann, sono l'analogo per SU(3) delle matrici di Pauli per SU(2):
| {\displaystyle \lambda ^{1}={\begin{pmatrix}0&1&0\\1&0&0\\0&0&0\end{pmatrix}}}  | {\displaystyle \lambda ^{2}={\begin{pmatrix}0&-i&0\\i&0&0\\0&0&0\end{pmatrix}}}                        | {\displaystyle \lambda ^{3}={\begin{pmatrix}1&0&0\\0&-1&0\\0&0&0\end{pmatrix}}} |
| {\displaystyle \lambda ^{4}={\begin{pmatrix}0&0&1\\0&0&0\\1&0&0\end{pmatrix}}}  | {\displaystyle \lambda ^{5}={\begin{pmatrix}0&0&-i\\0&0&0\\i&0&0\end{pmatrix}}}                        | {\displaystyle \lambda ^{6}={\begin{pmatrix}0&0&0\\0&0&1\\0&1&0\end{pmatrix}}}  |
| {\displaystyle \lambda ^{7}={\begin{pmatrix}0&0&0\\0&0&-i\\0&i&0\end{pmatrix}}} | {\displaystyle \lambda ^{8}={\frac {1}{\sqrt {3}}}{\begin{pmatrix}1&0&0\\0&1&0\\0&0&-2\end{pmatrix}}.} |                                                                                 |
Queste soddisfano le relazioni
{\displaystyle \left[T^{a},T^{b}\right]=if^{abc}T^{c}\,}
{\displaystyle \{T^{a},T^{b}\}={\frac {1}{3}}\delta ^{ab}+d^{abc}T^{c}.\,}
Le costanti di struttura sono totalmente antisimmetriche. Sono date da:
{\displaystyle f^{123}=1\,}
{\displaystyle f^{147}=-f^{156}=f^{246}=f^{257}=f^{345}=-f^{367}={\frac {1}{2}}\,}
{\displaystyle f^{458}=f^{678}={\frac {\sqrt {3}}{2}},\,}
e tutte le altre {\displaystyle f^{abc}} non correlate a queste da una permutazione di indici sono nulle.
I d assumono i valori:
{\displaystyle d^{118}=d^{228}=d^{338}=-d^{888}={\frac {1}{\sqrt {3}}}\,}
{\displaystyle d^{448}=d^{558}=d^{668}=d^{778}=-{\frac {1}{2{\sqrt {3}}}}\,}
{\displaystyle d^{146}=d^{157}=-d^{247}=d^{256}=d^{344}=d^{355}=-d^{366}=-d^{377}={\frac {1}{2}}.\,}

## Esempi da altre algebre

### Polinomi di Hall
I polinomi di Hall sono le costanti di struttura dell'algebra di Hall.

### Algebre di Hopf
In aggiunta al prodotto, il coprodottoe l'antipodo di un'algebra di Hopf può essere espresso in termini di costanti di struttura. L'assioma di connessione, che definisce una condizione di consistenza sull'algebra di Lie, può essere espressa come una relazione tra queste varie costanti di struttura.

## Applicazioni
- Un gruppo di Lie è abeliano esattamente quando le costanti di struttura sono 0.
- Un gruppo di Lie è reale esattamente quando le sue costanti di struttura sono reali.
- Le costanti di struttura sono completamente antisimmetriche se e solo se l'algebra di Lie è una somma diretta di algebre di Lie semplici compatte.
- Un gruppo di Lie nilpotente ammette un reticolo se e solo se la sua algebra di Lie ammette una base con le costanti di struttura razionali: questo è il criterio di Malcev.  Non tutti i gruppi di Lie nilpotenti ammettono reticoli; per maggiori dettagli si veda Raghunathan.[2]
- In cromodinamica quantistica, il simbolo {\displaystyle G_{\mu \nu }^{a}\,} rappresenta il tensore gluonico covariante di gauge, analogo al tensore elettromagnetico, Fμν, in elettrodinamica quantistica. È dato da:[3]

{\displaystyle G_{\mu \nu }^{a}=\partial _{\mu }{\mathcal {A}}_{\nu }^{a}-\partial _{\nu }{\mathcal {A}}_{\mu }^{a}+gf^{abc}{\mathcal {A}}_{\mu }^{b}{\mathcal {A}}_{\nu }^{c}\,,}
dove fabc sono le costanti di struttura di SU(3). Si noti che le regole per portare su o giù gli indici a, b, o c sono banali, (+,... +), cosicché {\displaystyle f^{abc}=f_{abc}=f_{bc}^{a}} mentre per gli indici μ o ν si hanno le regole relativistiche non banali, corrispondenti ad esempio alla segnatura della metrica (+ − − −).